# Petr Chovanec (salesián)
Petr Chovanec (19. prosince 1959, Brno – 26. března 2016, Brno), byl český (resp. moravský) katolický kněz, člen řádu salesiánů.

## Životopis
Narodil se v Brně, v dětství se celá rodina přestěhovala do Vsetína. V osmdesátých letech se blíže seznámil se salesiány, zejména s Františkem Míšou, a začal jezdit na první salesiánské chaloupky. V roce 1979, kdy začal studovat Vysokou školu zemědělskou v Brně, vstoupil do noviciátu u P.Oldřicha Meda.  Během studia spolu s dalšími mladými salesiány organizovali setkávání skupin mládeže a prázdninové chaloupky. O prázdninách pořádali formační kurzy pro vysokoškolskou mládež v tehdejší NDR.
Při zaměstnání v Agrozetu Brno studoval v tajných teologických kurzech (u salesiánů a také u Josefa Zvěřiny), v letech 1990–1992 dokončil teologická studia na Teologické fakultě Univerzity Palackého v Olomouci. Kněžské svěcení přijal 4. července 1992 v kostele sv. Jakuba v Brně. Poté nastoupil jako farní vikář v Brně u sv. Augustina. Následně ho salesiánský provinciál Ladislav Vik poslal studovat na Papežskou salesiánskou univerzitu do Říma – fakultu sociálních věd komunikačních.
Po návratu se stal členem žabovřeské komunity salesiánů u nově postaveného kostela a střediska mládeže. Od roku 1997 začal pracovat jako redaktor a dramaturg v náboženské redakci brněnského studia České televize, souběžně založil společnost Bosco Media Centrum. V letech 1998–2012 byl členem Diecézní komise pro sdělovací prostředky. Od roku 2012 působil jako farní vikář v Brně-Líšni, ve stejném roce se stal vedoucím brněnského studia Klára TV Noe. Zároveň se věnoval formačním kurzům pro mládež, exerciciím a pastoraci společenstvím salesiánů spolupracovníků.
Na jaře 2014 těžce onemocněl a 26. března 2016 v Brně zemřel.